# Bundesautobahn 59
Die Bundesautobahn 59 (Abkürzung: BAB 59) – Kurzform: Autobahn 59 (Abkürzung: A 59) – besteht aus drei unterbrochenen Abschnitten in Nordrhein-Westfalen. Der nördlichste verläuft vom unteren Niederrhein unmittelbar an der Stadtgrenze zwischen Dinslaken und Duisburg parallel zum Rhein als nordsüdliche Stadtautobahn durch Duisburg. Ein weiteres Straßenstück führt vom Süden Düsseldorfs bis nach Leverkusen. Schließlich verbindet die A 59 Köln mit Bonn-Beuel, am Kreuz Bonn-Ost geht sie in die rechtsrheinische Rheinuferstraße B 42 über, die noch bis Bad Honnef als gelbe Autobahn ausgebaut ist.

## Verlauf

### Abschnitt Dinslaken–Duisburg–Düsseldorf

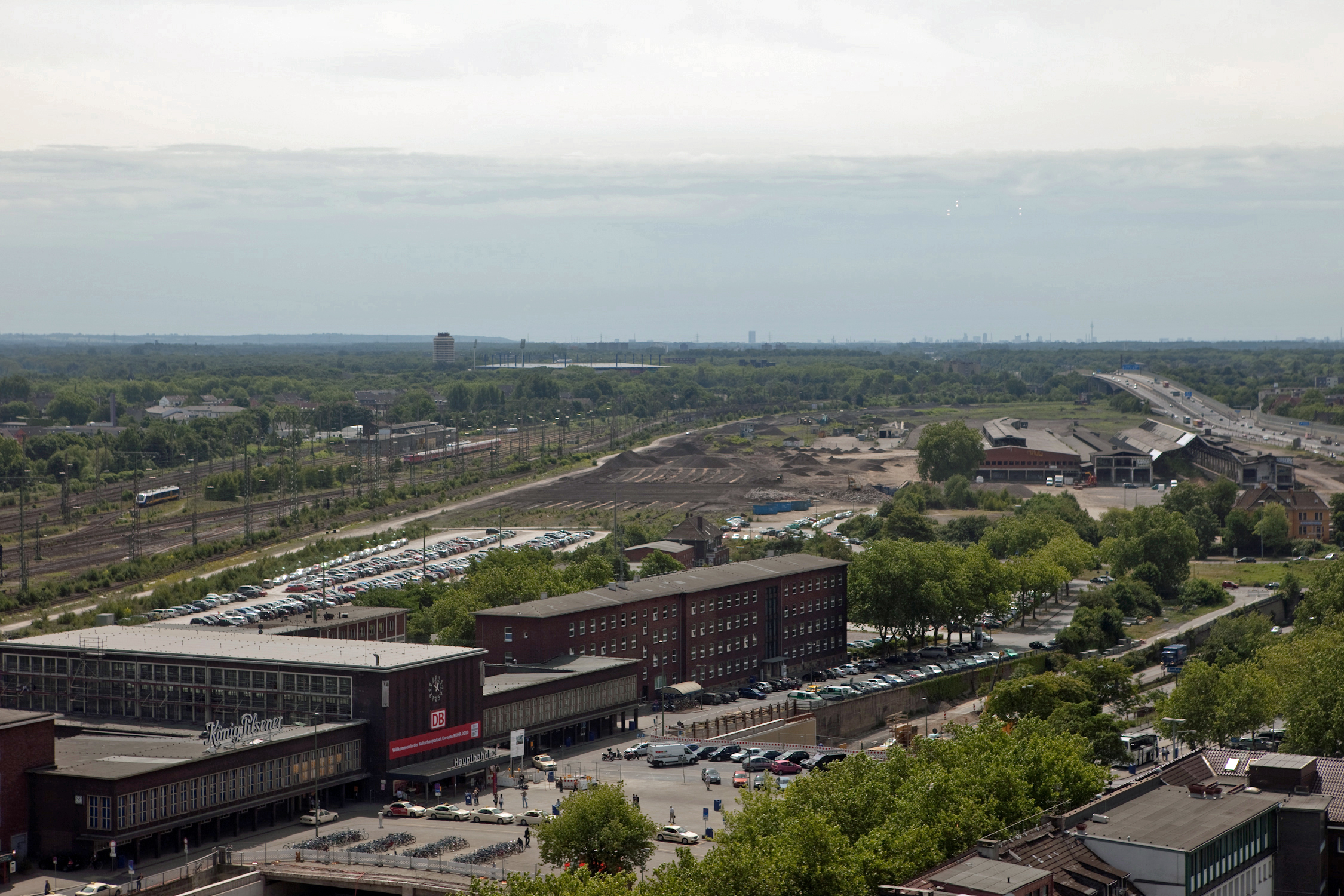
Duisburg Hauptbahnhof, die A 59 verläuft in der Tieflage vor dem Gebäude

Der nördliche Teilabschnitt der A 59 beginnt südwestlich von Dinslaken und führt als „Nord-Süd-Straße“ durch Duisburg, die zwischen 1957 und 1977 parallel zur Bundesstraße 8 als reine von der Stadt erbaute Autoschnellstraße (Stadtautobahn) mit heute bis zu 100.000 Fahrzeugen pro Tag entstanden ist. Besonderheit ist die mehr als 1.800 Meter lange Berliner Brücke, die den Duisburger Hafen, die Ruhr und den Rhein-Herne-Kanal überquert.
Der nördliche Teilabschnitt der A 59 endet am Autobahnkreuz Duisburg-Süd an der A 524, die westlich in die Bundesstraße 288 übergeht. Seit der Fertigstellung der B 8n am 1. Juni 2012 bildet diese eine Verlängerung der A 59 in südliche Richtung bis in die Mitte Düsseldorfs. Der bisher vorhandene Anschluss an die B 288 reichte daher nicht mehr aus und musste zu einem Autobahnkreuz umgebaut werden. Dieser kleeblattförmige Anschluss sollte ursprünglich ab 2013 mit der Verlängerung der A 524 bis zur A 59 fertiggestellt sein. Allerdings kam es beim Bau der Fahrtbeziehung Duisburg–Krefeld sowie Breitscheid–Düsseldorf zu erheblichen Verzögerungen, weil Baugrunduntersuchungen durchgeführt und der Boden teilweise ausgetauscht werden mussten. Ende November 2014 wurde mit der Freigabe der letzten Fahrbeziehung das Kreuz vollständig für den Verkehr freigegeben.
Zwischen dem Kreuz Duisburg-Süd und Düsseldorf-Stockum wurde die A 59 nicht realisiert. Stattdessen kam die vierstreifige B 8n zur Ausführung, die seit 2012 durchgängig befahrbar ist, sodass eine direkte, etwa 25 bis 30 km lange autobahnähnliche Verbindung zwischen den Zentren der Großstädte Duisburg und Düsseldorf zur Verfügung steht.

#### Ausbau zwischen Duisburg-Marxloh und Kreuz Duisburg
Der 6-streifige Ausbau zwischen dem Kreuz Duisburg und der Anschlussstelle Duisburg-Marxloh (einschließlich Berliner Brücke und Ausbau des Autobahnkreuzes Duisburg) befindet sich im Planungsverfahren. Die Stadt Duisburg fordert im Bereich Meiderich eine Tunnellösung und in Hamborn eine Überdeckelung, während die Autobahn GmbH die Autobahn oberirdisch und mit Lärmschutzwänden verbreitern möchte.

#### Ausbau zwischen Kreuz Duisburg und Duisburg-Buchholz
Zwischen dem Kreuz Duisburg (A 40) bis südlich des Hauptbahnhofs (Anschlussstelle Duisburg-Buchholz) ist die Autobahn seit 2014 6-streifig ausgebaut. Zwischen dem Autobahnkreuz Duisburg und der Anschlussstelle Duisburg-Duissern sind zur besseren Verflechtung zwei zusätzliche Fahrstreifen angelegt worden. Die Trasse der A 59 vor dem Duisburger Hauptbahnhof liegt unterhalb des Bahnhofsvorplatzes im etwa 300 m langen Mercatortunnel und wurde bereits in den 1920er Jahren für die unterirdische Führung von Straßenbahnen angelegt. 

#### Unglück bei der Loveparade 2010
Für die Loveparade am 24. Juli 2010 in Duisburg war die Autobahn wie geplant ab 8 Uhr für 24 Stunden ab dem Autobahnkreuz Duisburg in Fahrtrichtung Düsseldorf gesperrt, die Gegenrichtung ab der Anschlussstelle Wanheimerort. Der gesperrte Abschnitt diente nach dem Unglück als vorübergehender Behandlungsplatz für Verletzte, Bereitstellungsraum für Fahrzeuge, Landeplatz für Rettungshubschrauber und als Rettungsweg zu den in der Stadt weiter südlich gelegenen Krankenhäusern. Dazu wurde die Sperrung der Autobahn bis zum Autobahnkreuz Duisburg-Süd ausgedehnt.

### Abschnitt Düsseldorf–Leverkusen
Den Mittelabschnitt der A 59 bildet die Trasse zwischen dem Autobahndreieck Düsseldorf-Süd und dem Kreuz Leverkusen-West. Die Autobahn ist hier vierstreifig mit Standstreifen errichtet. Im ehemaligen Kreuz Düsseldorf-Süd sind noch umfangreiche Bauvorleistungen für die Fortsetzung der A 59 als Osttangente Düsseldorfs zu erkennen (Rampen, Brückenpfeiler für Hauptfahrbahn). 2014 hat ein umfassender Umbau des Dreiecks begonnen, der erst nach dem, ab Mitte 2018[veraltet] geplanten, sechsstreifigen Ausbau der A 46 abgeschlossen werden kann.

### Abschnitt Heumar–Bonn
Zwischen Köln und Bonn wird die A 59 auch als „Flughafenautobahn“ bezeichnet, da sie vom Dreieck Heumar über das Autobahndreieck Porz direkt am Flughafen Köln/Bonn vorbei nach Bonn führt. Das Dreieck Heumar muss um- und ausgebaut werden. Baubeginn mit ersten Arbeiten (Abbruch der Brücke über die B8) war 2019; die Gesamtmaßnahme soll voraussichtlich 2029 beendet sein. Beauftragt mit dem Um- und Ausbau ist die DEGES.

#### Ausbau zwischen Köln-Porz und Kreuz Bonn-Ost
Der sechsstreifige Ausbau des 15 Kilometer langen Abschnitts zwischen Köln-Porz und dem Dreieck Sankt Augustin-West sowie der Ausbau der folgenden drei Kilometer zum Dreieck Bonn-Nordost auf acht Streifen ohne Standstreifen wird im Bundesverkehrswegeplan als „vordringlicher Bedarf“ geführt. Der sechsstreifige Ausbau des Abschnitts Dreieck Bonn-Nordost bis zum Kreuz Bonn-Ost ist bereits realisiert, allerdings wurde zunächst nur der Seitenstreifen als dritter Fahrstreifen ertüchtigt. In einem späteren Bauabschnitt soll der Regelquerschnitt einer sechsstreifigen Autobahn mit Standstreifen umgesetzt werden. Der ursprünglich für 2022 geplante Baubeginn wurde auf 2026 verschoben, der gesamte Abschnitt soll bis 2037 fertiggestellt werden.

## Planungsgeschichte und Bau
Die Bundesautobahn 59 wurde aus drei unterschiedlichen Projekten gebildet, die zunächst sachlich und zeitlich unabhängig voneinander entstanden: In Duisburg wurde ein bereits in den 1920er Jahren entwickeltes Straßenbauvorhaben zu Beginn der 1950er Jahre wieder aufgegriffen und zu einem Stadtautobahnprojekt modifiziert. Parallel zur Bundesstraße 8, aber auch zu der bereits errichteten Trasse der Autobahn 3 Oberhausen-Köln, wuchs vom Zentrum Duisburgs in nördlicher und südlicher Richtung in städtischer Baulast eine autobahnähnliche Entlastungsstraße. Der erste Abschnitt dieses Vorhabens wurde 1957, der letzte 1977 unter der Regie der Stadt Duisburg fertiggestellt (vgl. hierzu Nord-Süd-Straße Duisburg).
Zwischen Düsseldorf und Leverkusen wurde bereits zu Beginn der 1960er Jahre als Entlastung der Bundesstraße 8 eine vierstreifige Ersatzbundesstraße EB 8 geplant, die zwischen 1968 und 1973 errichtet wurde.
Bereits in der ersten Hälfte der 1950er Jahre begann der Neubau der Bundesstraße 42 zwischen Bad Honnef und Königswinter. Während diese vierstreifige Straße 1958 unter Verkehr kam, erstreckte sich die Planung bereits bis Bonn-Beuel bzw. Sankt Augustin. In den 1960ern entstand das Projekt der neuen Bundesstraße 8 zwischen Köln-Gremberg und Sankt Augustin, die sich nördlich an den Teilabschnitt Sankt Augustin – Bad Honnef anschloss. Die wesentlichen Teilstrecken dieser Linie entstanden in den Jahren 1968 bis 1978.
Im Bedarfsplan des Gesetzes über den Ausbau der Bundesfernstraßen in den Jahren 1971 bis 1985 vom 30. Juni 1971 war der einheitliche, später als „Bundesautobahn 59“ bezeichnete Streckenzug noch immer nicht enthalten. Allerdings waren folgende Bundesstraßenneubauvorhaben vorgesehen, die auf der späteren Trasse der A 59 realisiert werden sollten:
| Kurzbezeichnung | Abschnitt | Dringlichkeitsstufe | Ausbau                        |
| --------------- | --- | ------------------- | ----------------------------- |
| B 8             | östlich Wesel (Knoten B 70/B 58) – Kreuz mit der B 1120 (später: A 40) nördlich Dinslaken | II                  | vierstreifig                  |
| B 8             | Kreuz mit der B 1120 (später: A 40) nördlich Dinslaken – nördlicher Beginn der Stadtautobahn Duisburg an der AS Duisburg-Fahrn                                                                                       | I                   | vierstreifig                  |
| B 8             | südlicher Beginn der Stadtautobahn Duisburg an der AS Duisburg-Wanheimerort – Kreuz Duisburg-Süd (B 288) – Düsseldorf-Stockum (Dreieck mit der B 9, später: A 44)                                                    | I                   | vierstreifig                  |
| B 8:            | Düsseldorf-Lierenfeld – Kreuz Düsseldorf-Süd mit der B 326 (später: A 46) | I                   | vierstreifig                  |
| B 8             | Düsseldorf-Garath – Kreuz Monheim-Süd (mit der B 229z, später: A 54) – Kreuz Leverkusen-West (A 1) | laufendes Vorhaben  | vierstreifig                  |
| B 8n            | Kreuz Leverkusen-West (A 1) – Dreieck bei der AS Leverkusen (A 3) – Parallelverlauf mit Richtungsfahrbahn Süd westlich zur A 3 und Richtungsfahrbahn Nord östlich zur A 3 bis zum Dreieck Heumar (A 3/A 4) – AD Porz | I                   | vierstreifig                  |
| B 8n            | AS Lind – Dreieck Bonn-Beuel | laufendes Vorhaben  | vierstreifig                  |
| B 42            | AS Bonn-Bad Beuel-Ost – Kreuz Bonn-Ost (mit der B 56z, später: A 56) – AS Königswinter | I                   | vierstreifig                  |
| B 42            | Bad Honnef – Linz (Dreieck mit der B 266, später: A 31) | I                   | Erweiterung durch 2. Fahrbahn |

Das Autobahnkreuz Köln-Ost wurde Anfang der 1970er Jahre bereits für diese Verkehrsführung geplant und mit entsprechenden Brückenbauwerken für eine weitere Autobahn erbaut.
Bereits 1972 erhielt der gesamte Streckenzug von Wesel bis nach Bad Honnef bzw. Linz die einheitliche interne Bezeichnung „Autobahn 170“.
Mit der Neustrukturierung des Netzes der Bundesautobahnen, die mit Wirkung ab 1. Januar 1975 eingeführt wurde, wurde die A 170 in „Bundesautobahn 59“ umbenannt.
Der vom Bundesminister für Verkehr mit Stand vom 1. Januar 1976 herausgegebene Netzplan enthielt gegenüber dem Bedarfsplan des Jahres 1971 einige Änderungen: Im Raum Wesel war die Anbindung nicht östlich Wesel, sondern westlich der Stadt an die B 58 und B 473 vorgesehen. Nördlich Düsseldorf sollte die A 59 nicht nach Stockum geführt, sondern in Höhe Kaiserswerth östlich am Flughafen Düsseldorf vorbei zum Kreuz Düsseldorf-Nord verlaufen. Die Verbindung zwischen dem Kreuz Leverkusen-West und dem Dreieck Porz wurde nicht aufgenommen. Auch der südlichste Abschnitt zwischen Bad Honnef und Linz fand sich in der Netzkarte nicht. Bemerkenswert ist, dass ab 1974 bis 1980 in Karten die Osttangente Düsseldorfs zu finden war, jedoch in den Netzkarten und Bedarfsplänen der Bundesregierung dieser Teilabschnitt nicht aufgenommen wurde. Erst ab der ersten Hälfte der 1980er Jahre verschwand die Planung schrittweise aus den Atlanten. Die Führung der Osttangente orientierte sich an der Bahnstrecke Düsseldorf-Eller – Lierenfeld – Grafenberg/Flingern – Rath. Nördlich von Düsseldorf-Rath sollte ein Dreieck mit der A 44 entstehen. Die A 59 sollte zwischen diesem Dreieck und einem weiteren Dreieck bei Lichtenbroich mit der A 44 auf gleicher Trasse liegen.
Der Bedarfsplan des Gesetzes zur Änderung des Gesetzes über den Ausbau der Bundesfernstraßen in den Jahren 1971 bis 1985 vom 5. August 1976 enthielt nunmehr folgende Teilprojekte im Zuge der A 59:
| Abschnitt | Bemerkung | Dringlichkeitsstufe       |
| --- | --- | ------------------------- |
| östlich Wesel (Knoten B 70/B 58) – Kreuz mit der A 40 nördlich Dinslaken – nördlicher Beginn der Stadtautobahn Duisburg an der AS Duisburg-Fahrn                                                           | Ia | vierstreifig              |
| südlicher Beginn der Stadtautobahn Duisburg an der AS Duisburg-Wanheimerort – Kreuz Duisburg-Süd (B 288)                                                                                                   | Ib | vierstreifig              |
| Kreuz Duisburg-Süd – Düsseldorf-Lichtenbroich (Dreieck mit der A 52) | vierstreifig | möglicher weiterer Bedarf |
| Düsseldorf-Eller – Kreuz Düsseldorf-Süd mit der A 46 | Ia | vierstreifig              |
| Kreuz Leverkusen-West (A 1) – Dreieck bei der AS Leverkusen (A 3) – Parallelverlauf mit Richtungsfahrbahn Süd westlich zur A 3 und Richtungsfahrbahn Nord östlich zur A 3 bis zum Dreieck Heumar (A 3/A 4) | Ib | vierstreifig              |
| AD Heumar – AD Porz | Ia | vierstreifig              |
| AS Bonn-Bad Beuel-Ost – AS Königswinter | laufendes Vorhaben                                                                                                | vierstreifig              |
| Bad Honnef – Linz | Dreieck mit der A 31; Dringlichkeitsstufe Ib südlich Ortsausgang Bad Honnef, im Übrigen möglicher weiterer Bedarf |                           |

Im zweiten Gesetz zur Änderung des Gesetzes über den Ausbau der Bundesfernstraßen in den Jahren 1971 bis 1985 vom 25. August 1980 fanden sich noch folgende Projekte:
| Abschnitt | Bemerkung          | Dringlichkeitsstufe |
| --- | ------------------ | ------------------- |
| östlich Wesel (Knoten B 70/B 58) – Kreuz mit der A 40 nördlich Dinslaken – nördlicher Beginn der Stadtautobahn Duisburg an der AS Duisburg-Fahrn | I                  | vierstreifig        |
| südlicher Beginn der Stadtautobahn Duisburg an der AS Duisburg-Buchholz – Kreuz Duisburg-Süd (B 288)                                             | I                  | vierstreifig        |
| Düsseldorf-Lierenfeld – Kreuz Düsseldorf-Süd mit der A 46                                                                                        | I                  | vierstreifig        |
| Kreuz Leverkusen-West (A 1) – Dreieck bei der AS Leverkusen (A 3)                                                                                | I                  | vierstreifig        |
| AD Heumar – AD Porz | I                  | vierstreifig        |
| AK Bonn-Ost – AS Königswinter | laufendes Vorhaben | vierstreifig        |

Folgende Vorhaben waren nur noch als Bundesstraßenneubauprojekte enthalten:
| Kurzbezeichnung | Abschnitt                                                            | Dringlichkeitsstufe | Ausbau       |
| --------------- | -------------------------------------------------------------------- | ------------------- | ------------ |
| B 8             | Kreuz Duisburg-Süd – Düsseldorf-Lichtenbroich (Dreieck mit der A 52) | II                  | zweistreifig |
| B 42            | Bad Honnef – Linz (Dreieck mit der A 31)                             | I                   | zweistreifig |

Das Dritte Gesetz zur Änderung des Fernstraßenausbaugesetzes vom 21. April 1986 nahm weitere Streichungen und Änderungen vor. Vorgesehen waren demnach noch:
| Abschnitt | Stand                 | Ausbau       |
| --- | --------------------- | ------------ |
| AS Dinslaken-West – nördlicher Beginn der Stadtautobahn bei AS Duisburg-Fahrn                                             | vordringlicher Bedarf | vierstreifig |
| südlicher Beginn der Stadtautobahn Duisburg an der AS Duisburg-Buchholz – Kreuz Duisburg-Süd (B 288) – Düsseldorf-Stockum | vordringlicher Bedarf | vierstreifig |

Folgende Vorhaben waren nur noch als Bundesstraßenneubauprojekte enthalten:
| Kurzbezeichnung | Abschnitt                                            | Ausbau                                | Stand                 |
| --------------- | ---------------------------------------------------- | ------------------------------------- | --------------------- |
| B 8             | östlich Wesel (Knoten B 70/B 58) – AS Dinslaken-West | zweistreifig                          | weiterer Bedarf       |
|                 | Kreuz Duisburg-Nord – Kreuz Duisburg                 | sechsstreifig                         | weiterer Bedarf       |
|                 | Kreuz Duisburg – AS Duisburg-Hochfeld                | sechsstreifig                         | laufendes Vorhaben    |
|                 | Dreieck Porz – Dreieck Bonn-Beuel                    | sechsstreifig, teilweise achtstreifig | vordringlicher Bedarf |

Folgende Vorhaben waren nur noch als Bundesstraßenneubauprojekte enthalten:
| Kurzbezeichnung | Abschnitt                                                            | Ausbau       | Dringlichkeitsstufe |
| --------------- | -------------------------------------------------------------------- | ------------ | ------------------- |
| B 8             | Kreuz Duisburg-Süd – Düsseldorf-Lichtenbroich (Dreieck mit der A 52) | zweistreifig | I                   |
| B 42            | Bad Honnef-Linz (Dreieck mit der A 31)                               | zweistreifig |                     |

Das Dritte Gesetz zur Änderung des Fernstraßenausbaugesetzes vom 21. April 1986 nahm weitere Streichungen und Änderungen vor. Vorgesehen waren demnach noch:
| Kurzbezeichnung | Abschnitt | Ausbau                | Stand                 | Nur mehr als Bundesstraßenneubauprojekt |
| --------------- | --- | --------------------- | --------------------- | --------------------------------------- |
|                 | AS Dinslaken-West – nördlicher Beginn der Stadtautobahn bei AS Duisburg-Fahrn                                             | vierstreifig          | vordringlicher Bedarf |                                         |
|                 | südlicher Beginn der Stadtautobahn Duisburg an der AS Duisburg-Buchholz – Kreuz Duisburg-Süd (B 288) – Düsseldorf-Stockum | vordringlicher Bedarf | vierstreifig          |                                         |
| B 8             | östlich Wesel (Knoten B 70/B 58) – Kreuz mit der B 510 (ehem. A 40) nördlich Dinslaken                                    | zweistreifig          | weiterer Bedarf       | x                                       |
| B 8             | Kreuz mit der B 510 (ehem. A 40) nördlich Dinslaken – AS Dinslaken-West                                                   | zweistreifig          | vordringlicher Bedarf | x                                       |
| B 42            | Bad Honnef-Linz (Dreieck mit der A 31)                                                                                    | zweistreifig          | weiterer Bedarf       | x                                       |
| A 59            | Kreuz Duisburg - AS Wanheimerort                                                                                          | sechsstreifig         |                       |                                         |

Nach dem Vierten Gesetz zur Änderung des Fernstraßenausbaugesetzes vom 15. November 1993 verblieben folgende Bauvorhaben im Bedarfsplan:
| Abschnitt | Stand                                                   | Ausbau                | Bemerkung                  |
| --- | ------------------------------------------------------- | --------------------- | -------------------------- |
| AS Dinslaken-West – nördlicher Beginn der Stadtautobahn Duisburg                                                          | laufendes Vorhaben                                      | vierstreifig          |                            |
| südlicher Beginn der Stadtautobahn Duisburg an der AS Duisburg-Buchholz – Kreuz Duisburg-Süd (B 288) – Düsseldorf-Stockum | teilweise laufendes Vorhaben oder vordringlicher Bedarf | vierstreifig          |                            |
| B 8 östlich Wesel (Knoten B 70/B 58) – AS Dinslaken-West (zweistreifig)                                                   | vordringlicher Bedarf                                   | zweistreifig          | Bundesstraßenneubauprojekt |
| Kreuz Duisburg-Nord – Kreuz Duisburg                                                                                      | sechsstreifig                                           | weiterer Bedarf       |                            |
| Kreuz Duisburg – AS Duisburg-Hochfeld                                                                                     | sechsstreifig                                           | laufendes Vorhaben    |                            |
| Dreieck Porz – Dreieck Bonn-Beuel                                                                                         | sechsstreifig                                           | vordringlicher Bedarf | teilweise achtstreifig     |
| Kreuz Leverkusen - Kreuz Heumar                                                                                           | vordringlichen Bedarf                                   | achtstreifig          | Ausbau des Kölner Ringes   |

## Liste der Verkehrsübergaben
Die einzelnen Teilabschnitte der A 59 wurden wie folgt fertiggestellt:
| Jahr | Abschnitt                                       | km     | Bemerkung            |
| ---- | ----------------------------------------------- | ------ | -------------------- |
| 1957 | AS Duisburg-Duissern – AS Duisburg-Zentrum      | 1 km   | als kommunale Straße |
| 1958 | AS Königswinter – Bad Honnef                    | 5,3 km | als B 42 gewidmet    |
| 1959 | AS Duisburg-Zentrum – AS Duisburg-Hochfeld      | 1 km   | als kommunale Straße |
| 1962 | AK Duisburg (Ruhrdeich) – AS Duisburg-Duissern  | 1,6 km | als kommunale Straße |
| 1963 | AS Duisburg-Meiderich – AK Duisburg (Ruhrdeich) | 2,6 km | als kommunale Straße |
| 1967 | AD Bonn-Beuel – AS Bonn-Beuel-Ost               | 2 km   | als B 42 gewidmet    |
| 1968 | AD Porz – AS Lind                               | 7,6 km | als B 8 gewidmet     |
| 1968 | AK Düsseldorf-Süd – AS Düsseldorf-Garath        | 4,9 km | als B 8 gewidmet     |
| 1969 | AS Duisburg-Fahrn – AS Duisburg-Meiderich       | 4,8 km | als kommunale Straße |
| 1971 | AS Düsseldorf-Garath – AS Monheim               | 6,2 km |                      |
| 1972 | AS Lind – AD St. Augustin-West                  | 8,8 km |                      |
| 1973 | AS Monheim – AK Leverkusen-West                 | 8,0 km |                      |
| 1974 | AD St. Augustin-West – AD Bonn-Beuel            | 2,3 km |                      |
| 1975 | AS Duisburg-Hochfeld – AS Duisburg-Wanheimerort | 3,8 km | als kommunale Straße |
| 1977 | AS Duisburg-Wanheimerort – AS Duisburg-Buchholz | 1,4 km | als kommunale Straße |
| 1978 | AS Bonn-Beuel-Ost – AK Bonn-Ost                 | 3 km   |                      |
| 1982 | AD Heumar – AD Porz                             | 3,7 km |                      |
| 1985 | AS Duisburg-Walsum – AS Duisburg-Fahrn          | 2,2 km |                      |
| 1991 | AS Duisburg-Buchholz – AS Duisburg-Rahm         | 3,9 km |                      |
| 1994 | AS Dinslaken-Hiesfeld – AS Duisburg-Walsum      | 1,6 km |                      |
| 1996 | AS Dinslaken-West – AS Dinslaken-Hiesfeld       | 1,3 km |                      |

Folgende Vorhaben, die auf der für die A 59 ursprünglich vorgesehenen Trasse liegen, wurden realisiert:
| Jahr | Abschnitt                               | km     | Bemerkung                                                    |
| ---- | --------------------------------------- | ------ | ------------------------------------------------------------ |
| 1984 | AK Bonn-Ost – AS Königswinter           | 5,2 km | als B 42 gewidmet                                            |
| 2002 | OU Düsseldorf-Kaiserswerth              | 5,1 km | als B 8 gewidmet, davon ca. 1,5 km auf ehem. Trasse der A 59 |
| 2009 | OU Düsseldorf-Wittlaer, 2. Bauabschnitt | 3,1 km | als B 8 gewidmet                                             |
| 2012 | OU Düsseldorf-Wittlaer, 1. Bauabschnitt | 1,4 km | als B 8 gewidmet                                             |